# Paul McGrath (calciatore)
Paul McGrath (Ealing, 4 dicembre 1959) è un ex calciatore irlandese, di ruolo difensore.

## Biografia
È figlio di madre irlandese, Betty McGrath, e padre nigeriano, studente di medicina a Dublino, morto prima della sua nascita. Dall'età di un mese venne mandato in affido a diverse famiglie, seppur ricevendo assiduamente visite da parte della madre e della sorella.

## Carriera
È stato inserito nella lista dei candidati al Pallone d'oro per quattro volte: nel 1987, nel 1990, nel 1991 e nel 1993.

## Palmarès

### Club
- Coppa d'Inghilterra: 1

Manchester Utd: 1984-1985
- Coppa di Lega inglese: 2

Aston Villa: 1993-1994, 1995-1996

### Individuale
- Giocatore dell'anno della PFAI: 1

1982
- Giocatore dell'anno della PFA: 1

1993